# Oblačilna kultura
Oblačilna kultura je z gospodarskimi, družbenimi, političnimi in kulturnimi razmerami povezan oblačilni videz ljudi. Izraz »noša« pomeni vse, kar nosimo, kar imamo na sebi, in bi bil lahko sam zase enakovreden izrazu — oblačilni videz, ki pomeni vse, kar se na kom tvarnega vidi oziroma isto kakor izraza noša ali obleka (v širšem pomenu). Približno od srede 19. stoletja se je beseda noša izenačila s pojmom kmečkega oblačilnega videza v predindustrijski dobi, zato je zdaj ni mogoče prav uporabljati za nekmečki, to je delavski, meščanski in plemiški oblačilni videz. Ni mogoče govoriti o delavski, meščanski in plemiški noši, ne da bi s tem ravnali zoper ustaljeno jezikovno rabo. Pač pa je oznaka oblačilni videz uporabna pri vseh družbenih razredih in plasteh in zajema oblačila (v ožjem pomenu), pokrivala, obuvala, nakit, oblačilne dodatke, pričesko, telesno snago in negovanost, pa tudi kajenje, kolikor to sodi k človekovi zunanji podobi.
Etnološka in druga dela so v preteklosti obravnavala skoraj samo oblačilni videz brez povezav z gospodarskimi, političnimi, družbenimi in kulturnimi razmerami. V zadnjem obdobju pa so v slovenski etnologiji v skladu z opredeljevanjem predmeta etnologije kot zgodovine načina življenja opravili nekatere raziskave oblačilne kulture, ki sledijo nakazanemu pojmovanju (obdelave posameznih poglavij in celotne oblačilne kulture na Slovenskem v 17., 18. in v prvi polovici 19. stoletja).